# Партизанске базе
Партизанске базе биле су добро скривена и маскирана склоништа која су служила за смештај штабова и руководстава Народноослободилачког покрета (НОП), радионица, штампарија, илегалаца, курира, рањеника и др.
Грађене су као један или више бункера или барака, понекад и у напуштеним кућама, природним шупљинама и другим тешко приступачним местима, а на окупираној територији и у градовима као стална склоништа у кућама и подземним бункерима. Како би се гарантовала тајност, градили су их поверљиви активисти, за њихове локације знао је веома мали број најодговорнијих људи, а улазак и излазак из њих вршио се углавном ноћу. Међу најуређеније партизанске базе спадале су:
- базе у Кочевском рогу: база 20 за смештај Централног комитета КПС и Извршни одбор ОФ, база 21 за смештај Главног штаба Словеније, база 15 за партијску школу, базе 80 и 80а за одсеке, комисије и установе Словеначког народносолободилачког већа, као и систем болница и рањеничких барака Словеначке централне војно-партизанске болнице и друге.[1]
- базе на Петровој гори на Кордуну грађене су као подземне земунице и бункери за партизанску болницу која никада није откривена од непријатеља[1]

У градовима су се по својој тајности, унутрашњем уређењу и деловању истицале партизанске базе у Љубљани, Загребу, Београду, Скопљу, Мостару, Сплиту, Сарајеву и другим градовима. У равничарским пределима Славоније и Војводине партизанске базе организоване су као подземне земунице на у кућама, на њивама, у шумацима, мочварама и ритовима, а непријатељ је успео да пронађе само мали број, и то углавном када је била у питању издаја или случајно наилажење на њих. Да би се смањили губици у базама у случају њиховог евентуалног откривања, увек су грађене и резервне, а напуштана стара и компромитована склоништа.